# موعد مع المجهول (فلم 1981)
موعد مع المجهول، وهو فيلم روائي سعودي أنتج سنة 1981، وأعد القصة والسيناريو وانتجه سعد خضر، وإخراج نيازي مصطفى، وصور بكاميرا سينمائية واستخدمت الهيلوكبتر في التصوير وكان طاقم التصوير من مصر ومدير التصوير عادل عبد العظيم.

## روابط خارجية
- مقالات تستعمل روابط فنية بلا صلة مع ويكي بيانات